# Nepthys Zwer
Nepthys Zwer, née le 16 mars 1962, est une chercheuse franco-allemande, historienne de la culture des pays de langue allemande. Elle est spécialiste de l’œuvre d’Otto Neurath et du système graphique d’information Isotype (International System Of TYPographic Education) qu’il a développé avec Marie Neurath. Sa recherche porte sur l’épistémologie de la cartographie et sur la contre-cartographie.

## Biographie
Nepthys Zwer soutient sa thèse L'ingénierie sociale d'Otto Neurath en 2015 à l'Université de Strasbourg, thèse qui sera par la suite publiée en 2018. Elle se spécialise par la suite à la contre-cartographie. Elle anime également de nombreux ateliers participatifs collectifs de cartographie.
Dans son dernier ouvrage Pour un spatio-féminisme : De l'espace à la carte, Nepthys Zwer travaille sur les inégalités de genre à l'espace et expose le fait que le patriarcat est également présent dans les différents espaces du quotidien.

## Publications
- Nepthys Zwer, Pour un spatio-féminisme : De l'espace à la carte, La Découverte, 2024, 216 p. (ISBN 978-2348084195)
- Ceci n'est pas un atlas : La cartographie comme outil de luttes, 21 exemples à travers le monde (trad. Dir. Nepthys Zwer), Edition du Commun, 2023, 240 p.
- Nepthys Zwer, Philippe Rekacewicz, Cartographie radicale: explorations, La Découverte, 2021, 295 p. (ISBN 9782373680539)
- Nepthys Zwer, L'ingénierie sociale d'Otto Neurath, PURH, 2018, 312 p. (ISBN 979-10-240-0973-5)